# Dance, Dance, Dance (Yowsah, Yowsah, Yowsah)
Dance, Dance, Dance (Yowsah, Yowsah, Yowsah) ist ein Lied von Chic aus dem Jahr 1977, das von Nile Rodgers, Bernard Edwards und Kenny Lehman sowohl geschrieben als auch produziert wurde. Es erschien auf dem Album Chic und ist ihre Debütsingle.

## Geschichte
In einem Interview erklärte Nile Rodgers wie das Lied entstanden ist:

“Bernard came to my apartment one day and he had laid out the complete lyric, but we wanted to add a catch phrase, so we went through a few ideas like ‘23 skidoo’ and ‘Oh, you kid’ and all that stuff. We had in mind something like the old dance marathons, where the emcees made the people dance, and finally we thought of how Gig Young kept saying ‘Yowsah, yowsah, yowsah’ in They Shoot Horses, Don’t They?”

„Eines Tages kam Bernard zu mir nach Hause und präsentierte den komplett von ihm verfassten Text, aber wir wollten noch einen Slogan einfügen. Wir gingen ein paar Slogans durch wie „23 Skidoo“, „Ach Kind“ und all das Zeug. Wir dachten an die alten Tanzmarathons, wo die MCs die Leute zum Tanzen brachten, und schließlich kamen wir drauf, wie Gig Young in Nur Pferden gibt man den Gnadenschuß immer wieder „Yowsah, yowsah, yowsah“ ruft.“

Der „yowsah, yowsah, yowsah“-Teil stammte ursprünglich vom Entertainer und Bigband-Leader Ben Bernie aus den 1920er Jahren und wurde im Film Nur Pferden gibt man den Gnadenschuß (1969) verwendet. Den Hintergrundgesang steuerte Luther Vandross bei. Die Veröffentlichung der Disco-Nummer war am 30. September 1977. Record World bewertete das Lied als „Disco-Song mit dem gewissen Etwas“. Der Kritiker der Oakland Tribune Larry Kelp nannte es: „Eine, der schlechtesten Platten des Jahres.“

## Coverversionen
- 1978: James Last
- 1990: Bingoboys (How to Dance)